# جاركو فاراييتش
جاركو فاراييتش (بالصربية: Жарко Варајић) مواليد 26 ديسمبر 1951 في نيكشيتش، جمهورية يوغوسلافيا الاشتراكية الاتحادية، هو لاعب كرة سلة صربي سابق. بدأ مسيرته الاحترافية في سنة 1969. مثّل منتخب بلاده. شارك في دورة الألعاب الأولمبية الصيفية سنة 1976. حقق المركز الأول في بطولة أمم أوروبا لكرة السلة 1977. اعتزل اللعب في 1984.

## الميداليات
| الميدالية | المسابقة                         |
| --------- | -------------------------------- |
| فضية      | الألعاب الأولمبية الصيفية 1976   |
| برونزية   | بطولة أمم أوروبا لكرة السلة 1979 |
| ذهبية     | بطولة أمم أوروبا لكرة السلة 1977 |

## روابط خارجية
- جاركو فاراييتش على موقع الاتحاد الدولي لكرة السلة (الإنجليزية)
- جاركو فاراييتش على موقع الاتحاد الدولي لكرة السلة (الإنجليزية)
- جاركو فاراييتش على موقع سبورتس رفرنس (الإنجليزية)
- جاركو فاراييتش على موقع أوليمبيديا (الإنجليزية)